# 香港における徴兵制度

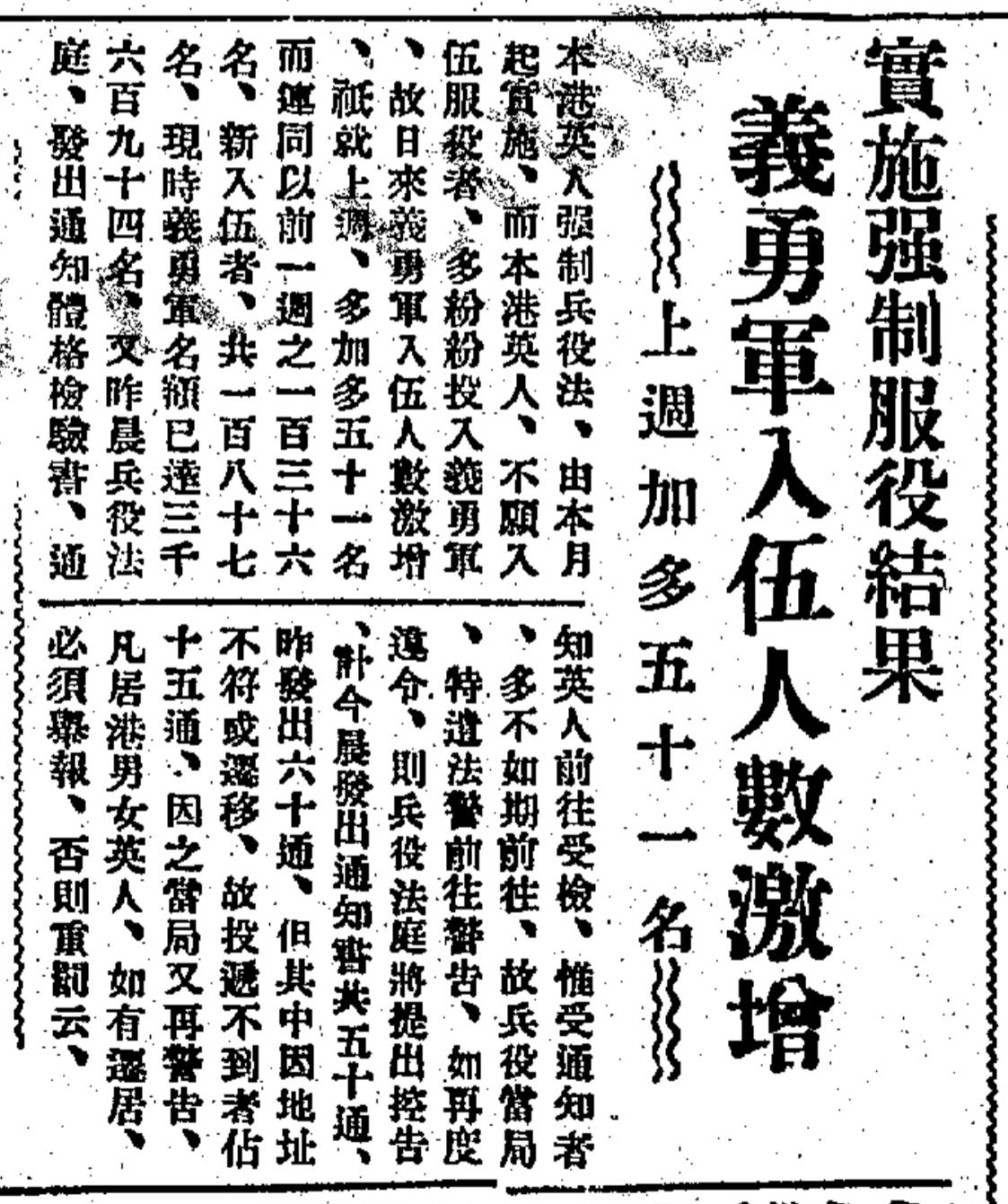
「1939年兵役条例」施行後、香港義勇防衛軍の参加人数は顕著に増加した（『天光報』1939年8月6日）

香港における徴兵制度（ホンコンにおけるちょうへいせいど、中国語: 香港強制服役制度、香港兵役制度、英語: Compulsory Service in Hong Kong）では、香港においてかつて存在した、法例によって住民を徴用し、軍隊または民間防衛機関に勤務させる制度について解説する。香港の開港から現在に至るまで、こうした徴兵制や強制服役（香港政庁では、その配置を正規軍に限らないものをCompulsory Serviceと呼んだ）は3度にわたり実施されたが、そのいずれも1841年から1997年の間の英領時代の厳しい時局に対応するためのものであった。この時期に設けられた徴用に関する法例は、市民の間では「兵役条例」と称された。香港の徴兵制度は1917年の第一次世界大戦期間に初めて実施され、2回目は第二次世界大戦勃発直前の1939年に実施された。3回目は冷戦初期の1951年に実施された。イギリス植民地時代の徴兵制度は、英国国籍を持つ香港市民に対してのみ実施され、中でも1917年と1939年に実施された徵兵制においては、適齢の英籍ヨーロッパ系男性のみが召集され、主に香港義勇軍にて服役し、華人は徴兵の対象とはならなかった。1951年に実施された「強制服役条例（英語: Compulsory Service Ordinance）」では、招集を受けた人員は香港防衛軍の他にも、香港輔助警察隊や、基要服務団（英語: Essential Services Corps）である後備民防部隊へも配置された。1951年からの徴兵においては香港の英籍華人住民にたいしても召集令が出され、同年の第一期服役人員として900名の華人が召集された。また、徴兵対象は男性市民に限られず、適齢の女性市民も1953年から召集され、訓練後は特務警察または基要服務団である後備民防隊の職務に就くこととなった。香港の徴兵関連法例は1961年には廃止され、以降1997年の香港返還を経て現在に至るまで、香港市民に対する徴兵は実施されていない。

## 概要

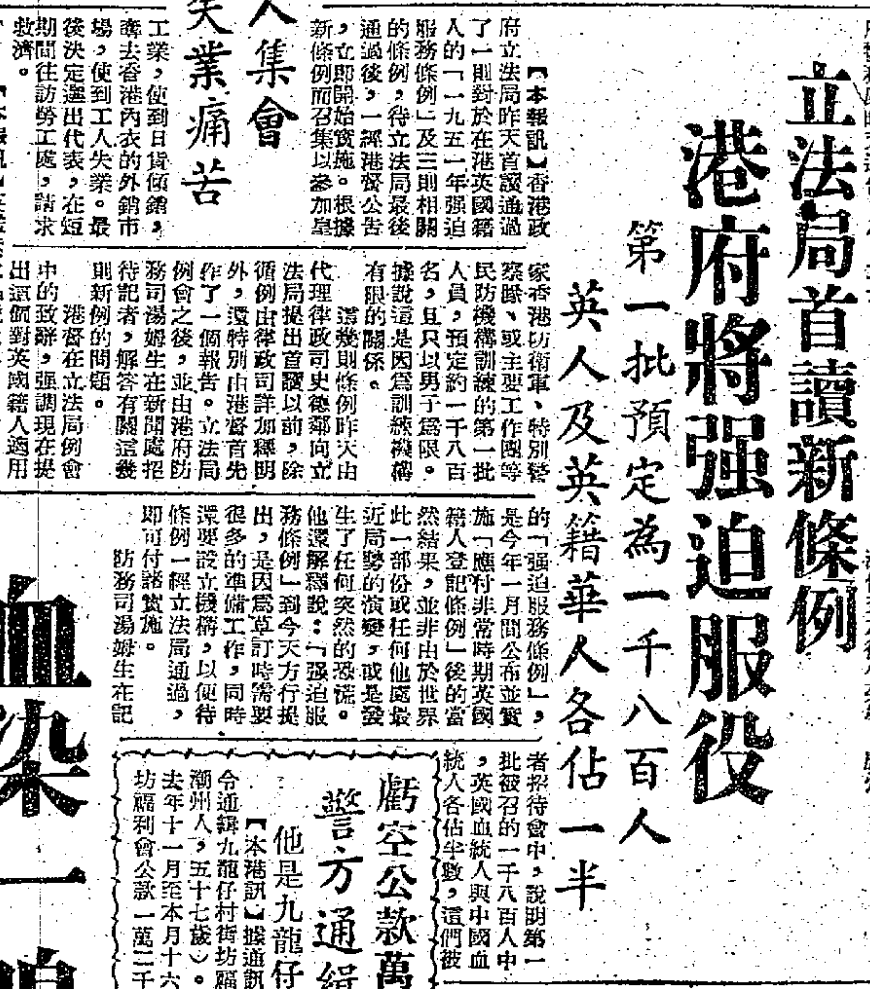
立法局で「強制服役条例」草案の第1読会が行われる。政庁は香港で徴兵制度を実施し、第1期においてはイギリス人・華人各半数の合計1,800人の召集を予定していた（『大公報』1951年8月23日）

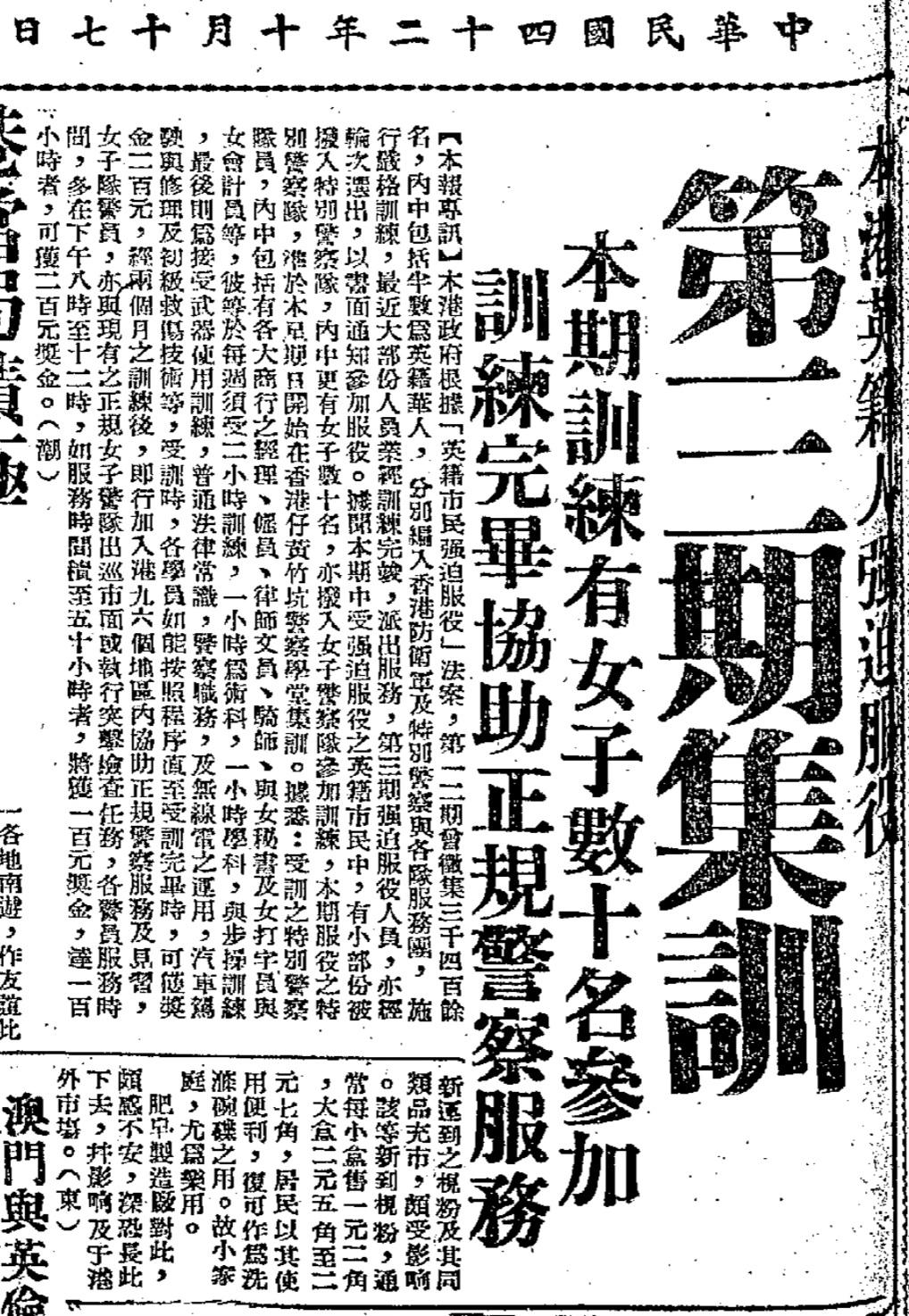
第3期召集にて初の女性香港市民の召集が行われた。召集された女性は警察訓練学校にて訓練を受け、特務警察として正規の警察による職務執行を補佐した（『工商晚報』1953年10月17日）

香港では1841年1月の開港後すぐに英軍が進駐した。駐港英軍は当初はイギリス籍のヨーロッパ系白人により組織されていたが、その後イギリス領インドよりインド系軍人を召募して香港へ派遣するようになった。香港の発展に伴い、香港に居住するイギリス人人口が増えていくと、英軍では香港においても現地のイギリス人を召募するようになる。1853年にクリミア戦争が起こると、駐港王立海軍は香港を離れ参戦せねばならず、香港を防衛する兵力が減少した。このため大鵬湾、伶仃洋、南シナ海一帯で活動する海賊に対処する余力が失われたため、香港政庁は香港で志願者を募り軍隊を組織することとした。1854年5月には香港義勇軍が組織され、これが香港における現地部隊の嚆矢となった。香港における志願制による募兵もここから始まったが、当時の香港では現地華人を作戦部隊に召募することはなく、英軍において華人は主に輸送、工事、雑務に従事した。
1917年からの香港における最初の徴兵においても、その対象は英籍ヨーロッパ人であり、これは1920年に解除された。1920年代には、駐港英軍および香港義勇防衛軍では華人居民を正式な軍人として召募するようになった。駐港英軍で徴募した者は常勤の軍人であり、香港義勇防衛軍では香港現地に所属する後備軍として、パートタイムでの軍人が徴募された。
1939年、国際情勢が緊迫化し、世界大戦勃発が秒読みになったことで、政庁は再び徵兵を実施した。英籍ヨーロッパ系白人男性は強制的に従軍させられたものの、華人の従軍はこの徴兵においても強制とはならなかった。しかし、政庁は戦果が不断に拡大し続ける国際情勢に対応するため、同年には防空署を設置し、多くの後備民防部隊を組織した。その上で香港各界居民に積極的な参加を呼びかけ、大戦が香港に波及した際の防災・救護人員を確保しようとした。
1941年12月に日本軍が香港へ侵攻すると、政庁は後備軍および後備民防部隊の動員を宣言した。1945年8月に香港が解放されると、まもなく国際情勢は米ソ対立から冷戦に突入した。朝鮮戦争勃発後、政庁は1951年に再び徴兵制を実施した。今回の召集対象は以前の2回と比較して広範に及び、イギリス籍華人および女性も含まれており、香港での出生後香港出生登記証明書を所持する適齢の住民も召集された。
香港における3度におよぶ英籍住民への強制服役は、いずれも徴集者が期間中に常勤の軍人となることを求めていなかった。初期の香港において、居住するイギリス人の多くは要職に就いていた。そのため特に1917年および1939年に実施された徴兵では、対象が香港在住の英籍欧州系男性に限られていたものの、当時香港に居住するヨーロッパ系男性住民は多くが商貿、法律、医療、工学、インフラ関係の専門家であるか、政庁内で中・高級公務員として働いており、徵兵制度実施においては社会経済の運営維持についても考慮する必要があった。また、徴兵対象者の多くは香港に留まり、現職を続けたいと望んでいたことから、彼らの大半は香港現地の後備軍である香港義勇軍に配属されることとなった。召集された者は兵役期間中、指定された最低日数軍務に従事する必要があったが、それ以外の日は本業に従事することが可能であった。また政庁は雇用主に対し、強制服役制度を遵守するよう規定を設け、徴兵された労働者に対して休暇を与え、兵役終了後には元の職位へ復帰できるよう保障していた。1951年の徴兵では、その範囲が英籍華人にまで拡大されたものの、以前と同様にパートタイム形式が採用され、召集された住民はその体格、能力、興味に応じて、王立香港防衛軍でのパートタイム軍人や、輔助警察隊、後備消防隊、医療輔助隊、民衆安全服務隊でのパートタイムの治安、救護、医療人員として配属された。陸軍後備軍のほか、1939年、1951年に実施された徴兵では、召集者は海軍の後備軍である香港王立海軍志願後備隊および、その後身である香港王立海軍後備隊にも配属された。
香港は1917年、1939年、1951年の3度にわたり徴兵が実施しされた。最初の2回は大戦の終結により中止されたが、その後の時局の変化により、再び徴兵が実施された。しかし、1961年にはイギリス本国で徴兵制が廃止されたことに加え、香港の社会・経済状況の変化を受け、香港政庁は徴兵制度を正式に終結した。その後1997年まで、香港の軍事部隊は自発的な志願制度のみを維持することとなり、英籍香港住民は1980年代まで英軍の香港軍事服務団への志願が、1993年までは現地後備軍である王立香港連隊および王立香港輔助空軍への志願が可能であった。一方、非軍事ユニットである香港輔助警察隊、医療輔助隊、民衆安全服務隊といった治安、医療・安全保障に関する輔助部隊については、香港永久性居民であれば英籍であるか否かにかかわらず応募可能であった。1997年の香港返還が近づくにつれ、植民地の軍事部隊は1997年の特別行政区成立以降は運用されないことが決まっていたため、駐港英軍および香港政庁は香港における常勤・非常勤の軍人募集を停止した。駐港英軍では1980年代後半には香港市民の入隊を停止し、王立香港連隊では1993年に最後の募集を行い、王立香港連隊および香港軍事服務団はそれぞれ1995年、1997年に解散した。一方で、王立香港輔助空軍は1993年に常勤かつ非軍事組織としての香港政府飛行服務隊へと改組された。1997年7月香港特別行政区成立後、「基本法」、「駐軍法」および一国二制度に基づき、「中華人民共和国兵役法」は香港においては実施されないこととなった。このため、香港では徵兵制も、志願制による募兵も行われていない。イギリス植民地時代から始めて、香港における徵兵制は1961年、募兵制は1994年にそれぞれ終了したことになる。

## 歴代の徴兵制度

### 1917年：第一次世界大戦

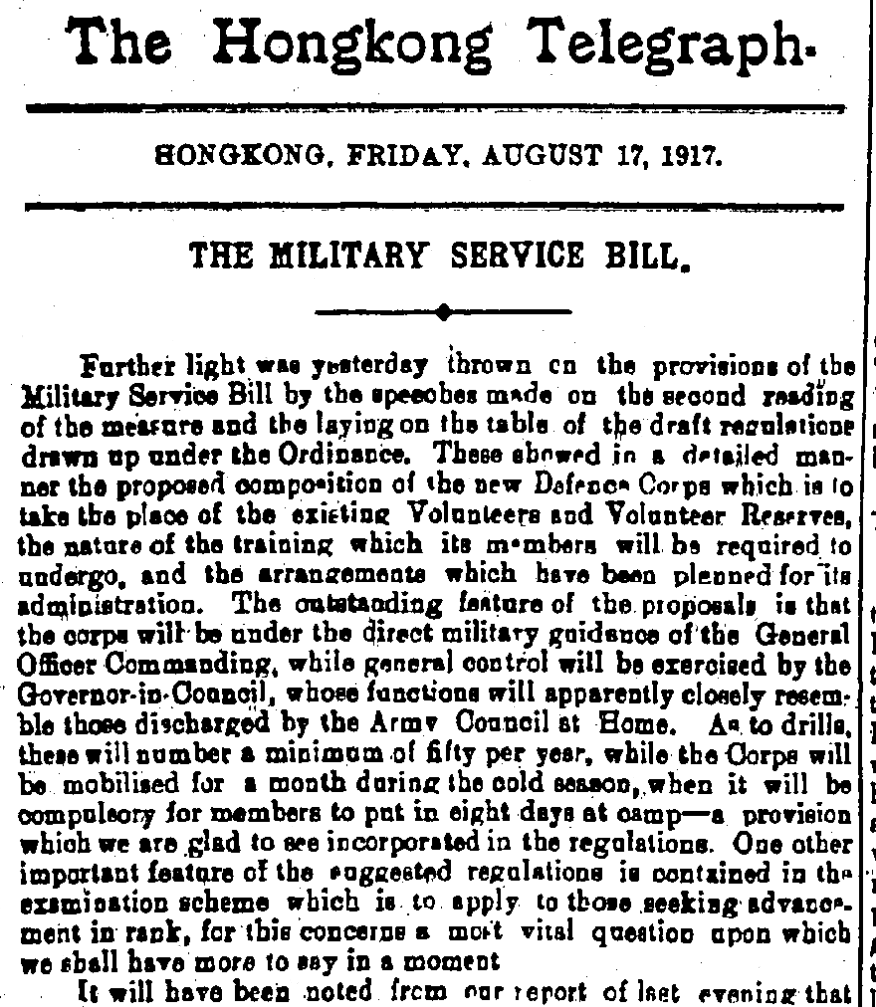
香港において徵兵を実施する「兵役条例」が立法局の第2読会に掛けられる（『ホンコン・テレグラフ』1917年8月17日）

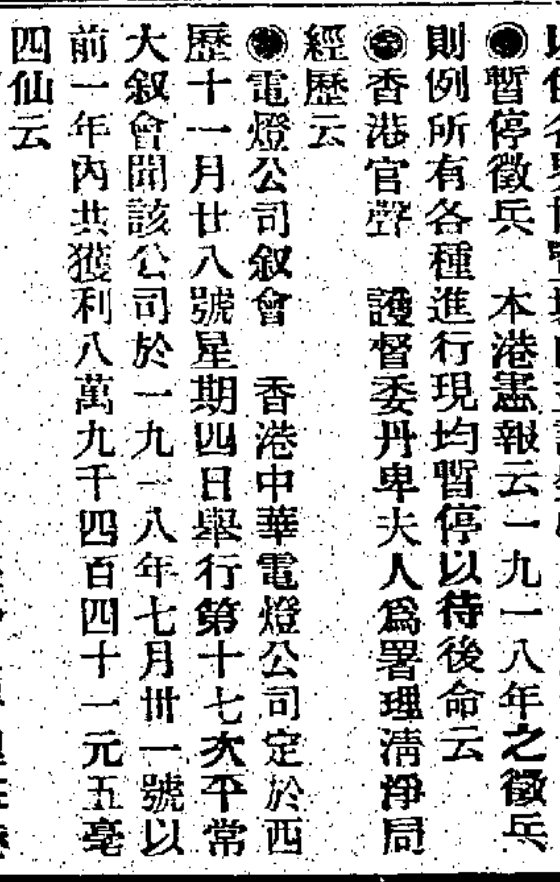
「1918年兵役条例」による徴兵が後日通告あるまで停止することが官報上で告知された（『華字日報』1918年11月25日）

開港以来、香港の防衛は駐港英軍が正規軍としてこれを担ってきた。1853年から1856年にわたるクリミア戦争により、香港から英軍が大量に引き抜かれたことを受け、1854年には現地の軍事予備部隊として香港義勇軍（Hong Kong Volunteers）が設置され、基本的な防衛任務を維持することとなった。1914年に第一次世界大戦が勃発すると、駐港英軍は欧州戦線へと大量に派遣され、香港の防衛は次第に脆弱になった。開戦当初、香港にとって最大の軍事的脅威はドイツ帝国海軍の東洋艦隊であった。1878年、香港義勇軍は香港の常設後備軍として香港砲兵ライフル義勇軍（Hong Kong Artillery and Rifle Volunteer Corps）へと改組され、香港の主要な防衛戦力となった。義勇軍隊員は常に戦闘準備が求められ、制服を着用し、ライフル・弾薬・装備を携帯しながら九龍群山や美利軍営を防衛し、戦闘に備えた。戦力不足のため、香港政庁は英籍住民に義勇軍参加を呼びかけたがほとんど反応はなく、1915年初頭までにわずか47人しか志願しなかった。イギリスは一次大戦当初は徵兵制を実施しておらず、本国や海外領土に駐屯する部隊をフランスなどの戦線へ投入していた。しかし1915年になると西部戦線が膠着し、塹壕戦へと移行すると、英軍では人的資源・物資の消耗が激しくなり、志願制では兵力を維持できなくなった。そのため1916年1月、イギリス政府は本国において徴兵制を実施し、適齢の男性市民に従軍を義務付けた。しかしながら、この徴兵制度はイギリス本国のみを対象としており、その植民地には適用されなかった。香港に住むイギリス人の多くは政府高官や洋行勤務の専門職であったため、政庁は当初徴兵制の実施には慎重な態度を取り、事態を静観した。1916年になると、欧州戦線では英仏連合軍はドイツ軍の攻勢を凌ぎきり、大規模反攻を開始した。連合軍は激戦の中で小規模な失地回復を進めつつも、却って数十万人規模の死傷者を出すこととなった。戦争が長期化することは明らかであり、すでに欧州戦線に派遣されていた駐港英軍の部隊は、協商国の勝利までに香港に戻ることは不可能であった。政庁はここにおいて、英籍住民の徴兵を本格的に検討し、香港の防衛力増強を図ることとなった。
1917年、香港政庁は香港砲兵ライフル義勇軍を香港防衛軍団（Hong Kong Defence Corps）に改組し、同年に通過した「1917年兵役条例（Military Service Ordinance, 1917）」により、香港で徵兵制を実施した。この条例では、香港に居住する18から55歳の英籍男性住民に従軍を義務付け、香港の防衛体制を維持するとともに、本国の軍事作戦を支援するため、より多くの駐港英軍を他の戦地へと派遣できるようにすることを目的としていた。しかし、香港の社会・経済の正常な運営を維持するため、また徴兵に対する社会の反発を考慮して、「兵役条例」では香港で召集された市民は、香港防衛軍団に入隊し香港域内のみで軍務に従事し、他の戦線へ派遣されないこと、英籍を有する華人市民は徴兵の対象とならないことが規定された。この兵役規定下では、18から44歳の体格上合格となった英籍ヨーロッパ系男性市民は、それぞれ每月在港防衛軍団において最低8日軍務に月、每年50回の検閲を受け、射撃訓練に参加すること、45から50歳の対象者は勤務日数、検閲回数はその半分、51から55歳の対象者は基本訓練のみに参加することとなっていた。当時の英字新聞には軍部による公告が頻繁に掲載され、徴兵対象者に義務の履行を促す通知が行われた。義勇軍の検閲式は対象者の家族も見学できるようになっていた。香港防衛軍団は召集された義務役士兵を中心に組織され、軍団には1個步兵大隊、海防砲台に配置される1個砲兵中隊、サーチライトを操作する1個工兵中隊が置かれた。1918年11月11日、ドイツがコンピエーニュにて休戦協定に調印し、第一次世界大戦が終結した。これを受け、政庁は同月の官報にて徵兵の一時停止を発表した。香港はこの大戦で軍事侵攻を受けることはなく、情勢の安定した1920には1917年から実施された徴兵制度を終了するとともに「義勇軍条例」を改正し、再び志願制の募兵制度に移行した。香港防衛軍団は香港義勇防衛軍（Hong Kong Volunteer Defence Corps）とへ改組され、引き続き後備軍の役割を担うこととなった。

### 1939年：第二次世界大戦

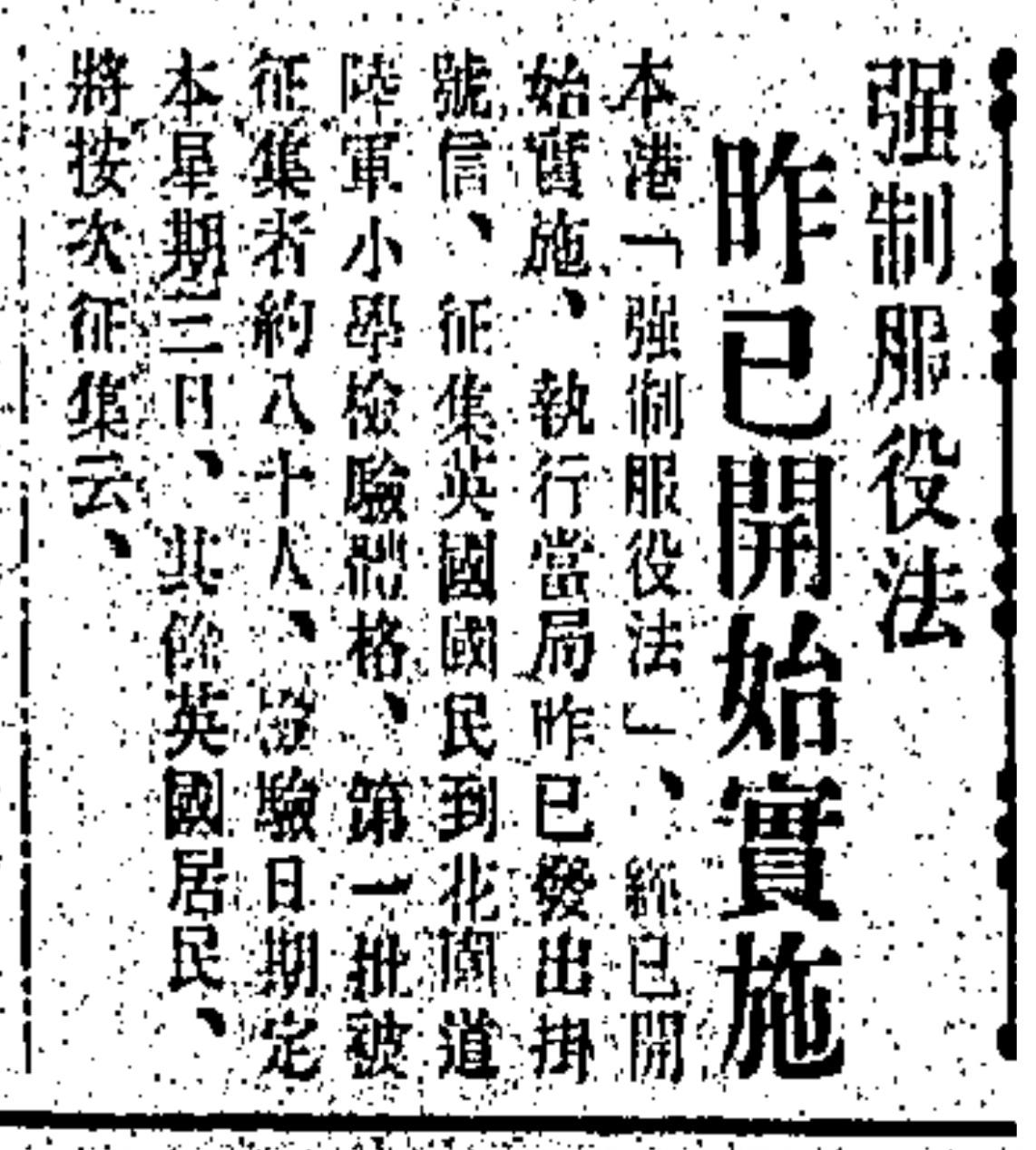
「強制服役法」が実施され、当局は召集対象である英国籍市民に書留郵便を送付した。第1期召集の80人は、水曜日に花園道の陸軍小学にて体格検査を受けなければならなかった。その他対象者にも順次通知が発送された（『華字日報』1939年8月1日）

1939年7月、ナチス・ドイツはチェコスロバキアを併合し、イタイリア王国と鋼鉄協約を結んでイギリスを牽制した。ドイツの軍事的拡張が続き、欧州における戦争が秒読み段階に入ると、イギリスは1939年5月には部分的に徵兵制を開始していた。極東に位置する香港においても、1938年10月には日本軍による広州占領後、日本軍と駐港英軍両軍は香港・中国本土間の境界で対峙する状態にあり、香港は非常事態に突入していた。1939年7月、香港政庁は再び徴兵制度の実施を決定し、立法局は7月27日に「1939年兵役条例（Military Service Ordinance, 1939）」を成立させた。香港はこれにより、二次大戦においてイギリス本国以外で初めて徵兵制を実施した海外領土となった。立法局非官守議員の羅文錦は、香港の華人はこうした大事な局面で政府の召集に応じることは当然であると考えてきたとして、防衛軍内で異なる人種が平等な待遇を受けることを政府に求めた。しかしながら、今回の徴兵制の対象も依然としてヨーロッパ系男性住民に限定されており、華人の大多数は徴兵の対象外であった。ただ、英籍華人住民は志願制で駐港英軍、香港義勇防衛軍、香港華人連隊に参加することは可能であった。政庁はまた、香港市民に対して防空署傘下の各民間防衛部隊への参加を呼びかけた。
政庁は1939年8月から徴兵を開始し、18から55歳のヨーロッパ系男性イギリス市民は香港においても従軍しなければならなくなった。政庁は召集対象者に対して書留郵便により、指定の日時に中環花園道の陸軍小学にて体格検査を受けるよう通達した。香港在住イギリス市民の大部分はイギリス正規軍に常勤することを望まなかったため、18から41歳の体格良好な徴兵対象者の大部分は香港における陸軍予備隊である香港義勇防衛軍（Hong Kong Volunteer Defence Corps）や海軍予備隊である香港王立海軍志願後備隊（Hong Kong Royal Naval Volunteer Reserve）といった、香港現地の予備部隊での軍務を選択した。政庁は徴兵対象者に対し、指定された期日に必ず出頭して身体検査を受けるよう厳重に指示した。もし期日を守らず出頭しなかった場合、特別警察官による警告が行われ、それでも出頭しない場合は兵役法廷が召喚状を発行し起訴すると警告した。また、香港在住のイギリス人男女は、転居する際には当局に届け出なければならず、違反した場合は処罰の対象となった。当局は輔政司署にイギリス国民の徴兵に関する上訴委員会を設置し、徴兵に関する異議申し立ての上訴を専門に処理させた。
この規定の下、香港義勇防衛軍の従軍者数は顕著に増加した。1939年8月初めの時点で、7月中旬と比較すると服役者数は2週間で187人増加し、合計3,694人が香港義勇防衛軍に所属していた。第二次世界大戦勃発後、一部のイギリス人住民はさまざまな理由で香港を離れたものの、 強制的な徴兵と志願制による募兵が並行して実施された結果、 1941年までに香港義勇防衛軍は7個歩兵中隊と5個砲兵中隊を擁する「大隊級陸軍部隊」へと拡充された。さらに、各種輔助部隊及や兵役年齢を超えた市民が志願して組織されたヒューシリアーズ（英語: Hughesiliers、中国語: 曉士兵團）が合計約2,000名いた。しかし、戦火はついに香港にも及び、 日本は1941年12月8日、太平洋戦争開戦当日の早朝に香港への侵攻を開始した。防衛軍兵士の多くは香港保衛戦中に戦死し、同年12月26日には香港は陥落、3年8ヶ月におよぶ日本軍の占領を受けることになる。防衛軍の死傷者は300名を超えた。

### 1951年：冷戦

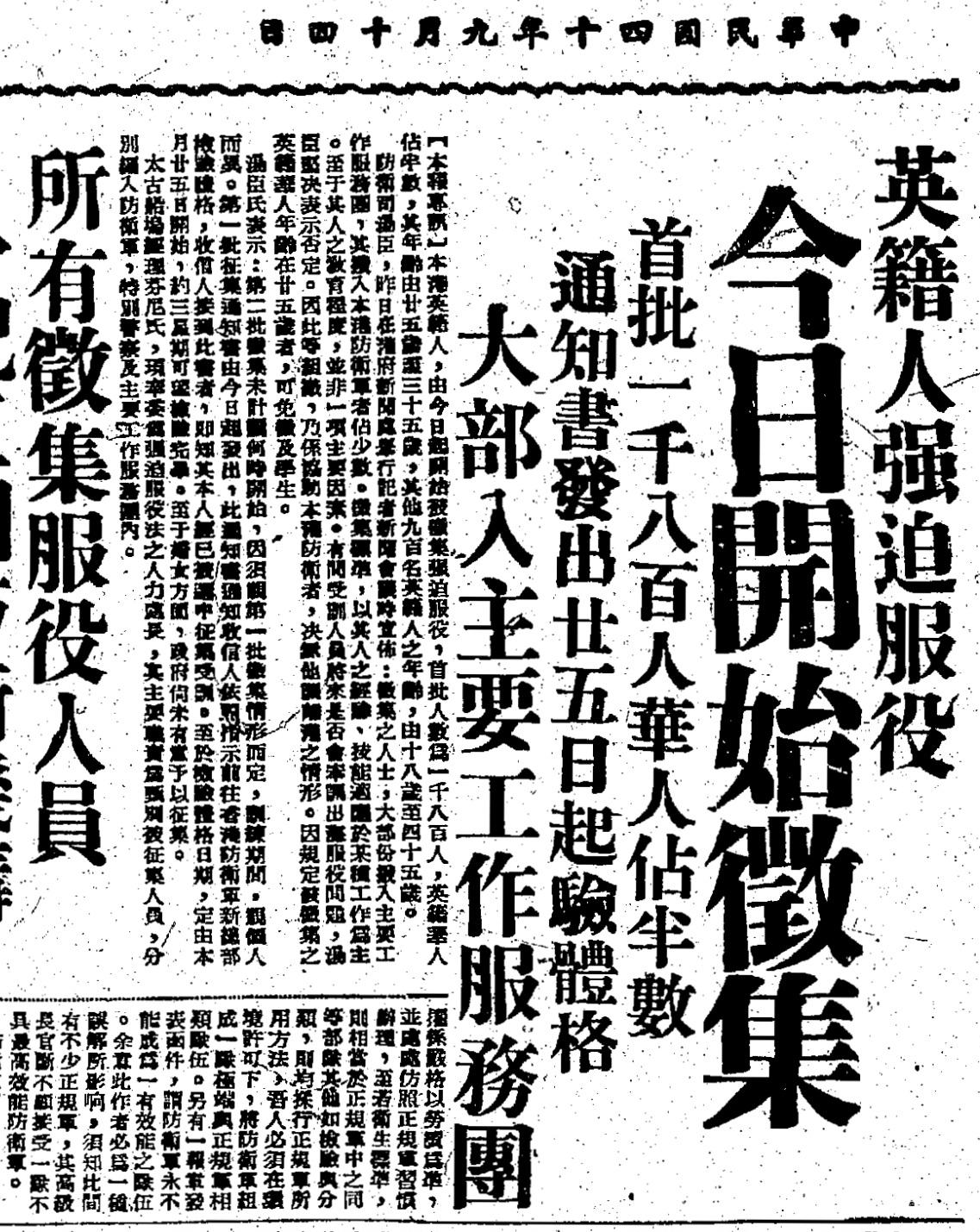
英国籍住民の徴兵が開始される。第1期として1,800人が召集され、華人はそのうちの半分を占めた。徵集通知書はすでに発送済みであり、9月25日から体格検査が進められた（『工商日報』1951年9月14日）

1945年8月15日、日本は「ポツダム宣言」を受諾し、二次大戦は終結した。8月30日には香港が解放されたが、二次大戦の終結からまもなく世界は冷戦に突入した。アメリカを首魁とする西側陣営とソビエトを首魁とする東側陣営の対立は、欧州においてはベルリン危機を引き起こしたが、極東においても日本が敗戦したことで生じた権力の空白をめぐり様々な地域で戦火が広がった。そして1950年には朝鮮戦争が勃発する。
二次大戦への対応として実施された徴兵制度は大戦終結ともに終了していたが、イギリス本国では1947から1961年にかけてナショナル・サービスを実施しており、18から24歳の男性市民は最低18ヶ月の兵役に従事することを義務付けられた（後に24ヶ月へ延長）。この期間に召集された人員は合計で200万人にのぼる。アジア各地で戦火が起こる情勢にあって、香港においても政庁は1949年には戦前の香港義勇防衛軍を香港防衛軍（Hong Kong Defence Force）に改組し、予備役軍人を再度召集するとともに、1950年には「特務警察条例」を公布して輔助警察隊の拡充を図った。また「基要服務団条例」を成立させ、二次大戦中の防空署が組織した民間防衛部隊を参考にして、1950年から1952年の間に後備消防隊を再設置し、医療輔助隊および民衆安全服務隊を組織した。
政庁は1951年、再び徴兵制の実施を決め、立法局での審議の後、1951年9月7日には香港法例第246章「強制服役条例」（Cap. 246 Compulsory Service Ordinance）が公布された。今回の条例では、16から60歳のイギリスおよびコモンウェルス籍の香港市民全員が召集対象となった。王立香港防衛軍の召集令では、英籍住民は45歳までがその対象となった。香港輔助警察隊および基要服務団の召集令は、60歳以下の男性住民および50歳以下の女性住民が対象であった。1917年、1939年の徵兵令が主に英籍ヨーロッパ系住民に対して実施され、防衛軍での軍務従事が中心であったことに対して、1951年9月に実施された徴兵においては一般の英籍華人住民も徴兵の対象となり、香港で出生し、香港出生証明書を持ち、年齢要件を満たす者も、徴兵通知を受ける可能性があった。同年9月、第一期の徴兵が実施され、25歳から35歳の男性1,800人が徴集され、そのうち半数は華人住民であった。徴集された市民は指定された日時に出頭し、身体検査を受ける必要があった。
1951年の召集令においては配属は香港防衛軍に限られず、輔助警察隊、後備消防隊、医療輔助隊、民衆安全服務隊に配属される可能性があった。政庁は「強制服役条例」に基づき太古船塢経理であったジョン・フィニーを人力調配処処長（英語: Director of Manpower）に任命し、兵役対象者の召集計画および所属部隊の配属を担当させた。フィニーは、人員配属の最優先事項として、防衛軍・輔助警察隊・各基要服務団の最低必要人員数を確保することを挙げ、その後、対象者の体格・能力・職務経験を考慮し、さらに個人の希望や興味を調査した上で決定を下すと述べた。そのため、人員配属は単なる抽選ではなく、召集対象者の提出した申請書を逐一検討・照合し、所属部隊の利益を確保しつつも対象者個人の希望も満たすような形で進められた。フィニーは1955年1月に退任し、同年2月には会計師の羅納が人力調配処処長に任命された。人力調配処の他に、政庁は人力動員上訴法庭を設置して徴兵令を受けた市民が自身の服役免除を正当と考える場合、上訴して審査を受けることができる仕組みを導入した。
1951年は朝鮮戦争の時期にあたり、徴兵制度の実施が香港が朝鮮戦争に参戦し派兵するのではという社会的不安が広がるのを避けるため、政庁は召集者が香港防衛軍に配属される場合、あくまで香港で後備軍としての役割に従事するとした。また英軍部隊に同行して海外に派遣されることや、朝鮮戦争に参加することはないとも強調した。1953年の第三期召集では、当局は初めて英籍の香港女性市民に徴集通知書を送付し、同年10月には数十名の女性市民が黄竹坑の警察訓練学校にて警察訓練を受けた。訓練が終了したものは特務警察女警員として任命され、正規警察官の職務を補佐する役割を担うこととなった。

## 徴兵制度の廃止

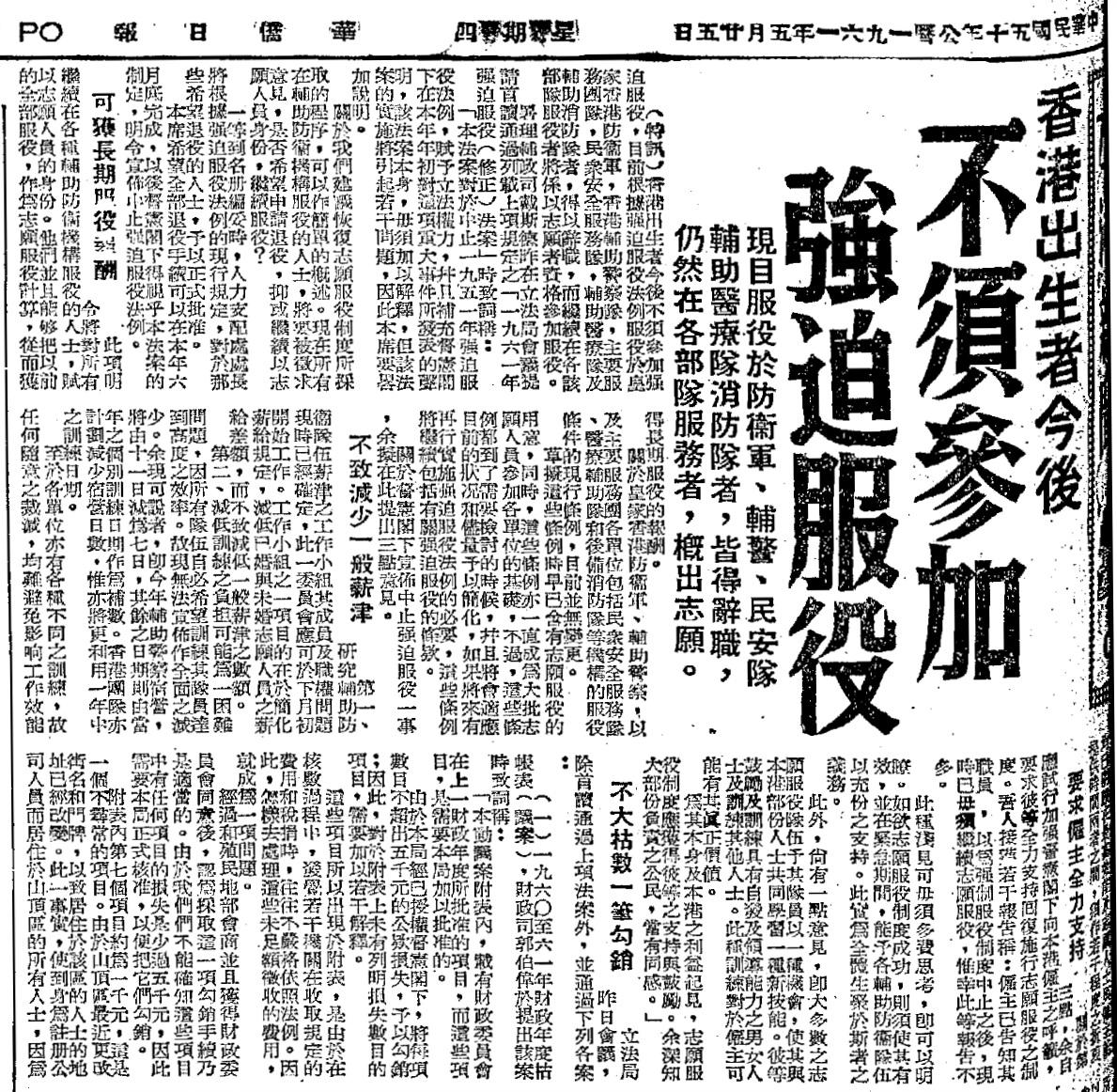
香港出生の者は強制的に徴兵される必要がなくなった。この時点で王立香港防衛軍、香港輔助警察隊、民安隊、医療輔助隊、後備消防隊に勤務する者は皆退職することになり、防衛軍および各部隊に留まることを希望する者は志願者となった（『華僑日報』1961年5月25日）

1951年9月から実施された徴兵制度は3回行われた徴兵の中で最も長期間にわたり、長期的な防衛措置として実施された。そのため、朝鮮戦争が一段落しても廃止されることはなく、その間当局は毎年、市民に対して服役資格を満たす可能性のある人々に召集通知書を送付していた。しかし1961年3月になると香港総督ロバート・ブラックは立法局において第246章「強制服役条例」を廃止し、英籍市民の徴兵を停止することを発表した。総督は新たな召集令を発出しないと宣言したものの、条例廃止には立法局の承認が必要であり、条例が失効するまでにすでに体格検査を受けて王立香港防衛軍や各基要服務団に配属されている市民は、通知があるまで関係部門の規定に従って職務を継続することとなった。ブラックは、強制的な徴兵制度が終了した後も人手不足を避けるため、市民は防衛軍や各基要服務団へ積極的に参加する必要があると警告し、もし防衛軍および各基要服務団において徴兵廃止後に必要な人員が確保できなくなった場合には将来的に徴兵システムの部分的な再開も視野に入れているとした。
香港政庁による1961年の徴兵制度廃止は、同年にイギリス本国がナショナル・サービスを廃止したこともその一因にある。イギリスでは1950年代後半から、1947年以来のナショナル・サービスの廃止を計画しており、英軍では1960年12月には徴兵による入隊を停止していた。こうした本国の方針も香港政庁の政策に影響していたのである。
また、香港政庁は当時財政赤字に直面しており、徴兵制の維持にかかる費用を削減したいという意図もあったとされる。立法局では徴兵制廃止を討論する際、徴兵制度により増員することで冗長な人員を生み出す可能性があるため、制度を廃止すべきだと主張する議員もいた。香港社会は政庁の徴兵廃止に対して広く好意的な反応を示し、新聞ではこれを英籍市民にとっての朗報と形容した。1961年5月、立法局は「強制服役条例」改正案を可決し、1951年9月から施行されてきた同条例は1961年6月に正式な廃止となった。召集令によって王立香港防衛軍、輔助警察隊、後備消防隊、医療輔助隊、民衆安全服務隊に配置されていた市民は順次解任通知を受け取ることとなり、強制服役令が撤回されたことで全員が退職することとなった。引き続き関連部門での勤務を希望する者は、志願人員として転任を申請することができ、徴兵廃止後は、防衛軍や補助警察などの各基要服務団への参加はすべて市民の自発的意思に基づくものとなった。

## その後
香港では1961年に「強制服役条例」が廃止された後、現在に至るまで強制的な徴兵は行われていない。1997年7月1日香港が中国に返還され香港特別行政区が成立した後は、「基本法」において香港の防衛は中国中央政府が担当すること、「駐軍法」において香港の駐屯軍は中央政府が派遣し、香港においては現地部隊を設置しないこと、一国二制度に基づき香港では「中華人民共和国兵役法」が適用されないことが規定されており、中国人民解放軍は香港特別行政区では兵員の徴募を行っておらず、このため返還後の香港においては徵兵制および募兵制はどちらも再開されていない。
一方で、「1939年兵役条例」が1939年7月に法律として可決された後、同年8月から1941年12月にかけて香港義勇防衛軍または香港王立海軍志願後備隊に召集された市民の多くは第二次世界大戦を経験し、中には香港保衛戦において戦死したり、負傷した者も多くいた。このため香港政庁は1945年に香港が解放された後、第202章「陸軍義勇軍及海軍義勇軍恩恤金条例」を制定し、戦死した軍人の未亡人に恩恤金を提供し、負傷した兵員には生涯の手当を支給することとした。2022年の立法会において義勇軍恩恤金を2.4%増額する議論がなされた資料によると、2022年現在においても恩恤金や手当を受け取る資格が元兵士またはその遺族がなお2名存命であることが確認できる。